# 宮城県道272号角田山下線
宮城県道272号角田山下線（みやぎけんどう272ごう かくだやましたせん）は、宮城県角田市から同県亘理郡山元町に至る一般県道である。なお、1983年（昭和58年）まで同名の宮城県道が存在していたが区域は異なる（後述）。

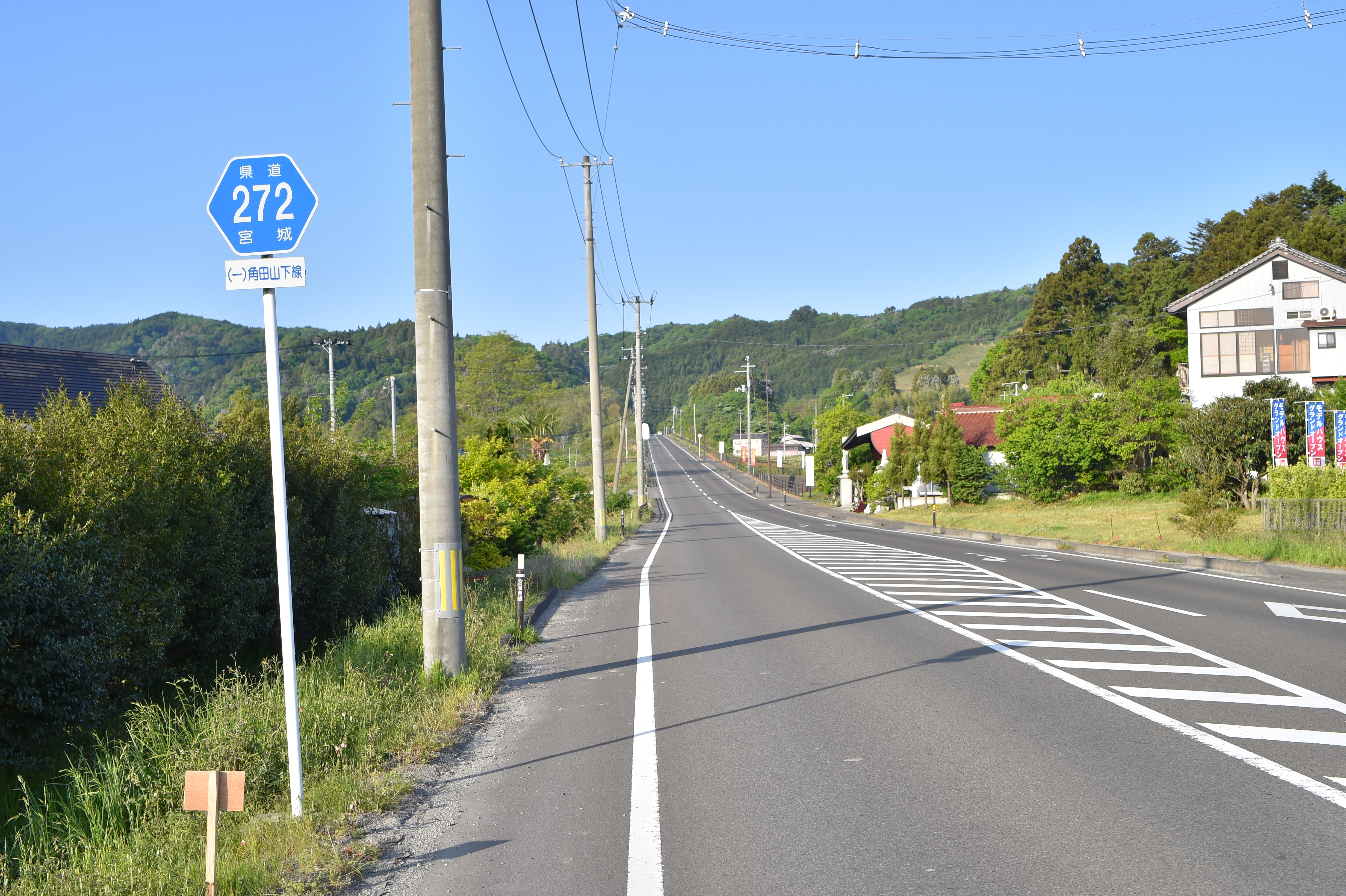
宮城県道272号角田山下線
山元町小平（2024年5月）

## 概要
高速道路が通っていない角田市にとって最寄りのインターチェンジとなる常磐自動車道山元ICへのアクセス道路として計画された。当時は宮城県道244号半田山下線のバイパス道路とされていたが、2009年（平成21年）9月1日付宮城県告示により別個の一般県道として路線認定された。
その後、山元町復興計画および主要地方道相馬亘理線の改築に合わせて、角田山下線の終点を相馬亘理線新ルート（令和2年度完成予定）まで延伸するため、従来の主要地角田市と国道6号を結ぶ道路法第7条第1項第5号に該当する路線を廃止し、新たに主要地角田市と主要地山元町を結ぶ道路法第7条第1項第1号に該当する路線として従来と同名にて平成28年8月12日に路線認定された。延伸した区間のうち現在区域が決定しているのは、宮城県道121号山下停車場線・旧山下駅を越えて山寺字頭無の区間までである。

### 路線データ
- 起点：角田市[5]
- 終点：亘理郡山元町[5]
- 実延長：7,488.4 m[6]

## 歴史
宮城県道28号丸森柴田線交点から西側2550mは、2007年（平成19年）より2010年（平成22年）3月にかけて工事が完了した部分から順次供用開始された。東側については、2007年（平成19年）10月に着工した、角田丘陵を貫通する初のトンネルとなる角田山元トンネル (961m) が、2010年（平成22年）9月25日、開通式が行われ通行が開始された。片側1車線。総事業費は約22億円。これは予定通りなのだが、常磐自動車道の工事が殊の外早く進み山元ICは2009年（平成21年）9月に供用開始、県道側から見ると高速道路が先行開業してしまった形となった。
角田山元トンネルには歩道が無いため、管理者の大河原土木事務所では歩行者・自転車は以前からあった旧宮城県道244号半田山下線を通行するよう呼びかけていた。なお、県道244号は2011年（平成23年）9月30日廃止されている。

## 路線状況

### 重複区間
- 宮城県道44号角田山元線：角田市角田（起点） - 同市枝野
- 国道6号：亘理郡山元町小平 - 同郡同町浅生原

## 地理

### 通過する自治体
- 角田市
- 亘理郡山元町

### 交差する道路
- 国道113号（国道349号重複）（角田市角田・起点）
- 宮城県道44号角田山元線（角田市枝野）
- 宮城県道28号丸森柴田線（角田市藤田）
- 常磐自動車道山元IC・国道6号（亘理郡山元町小平）
- 国道6号（亘理郡山元町浅生原）
- 宮城県道38号相馬亘理線（亘理郡山元町山寺・終点）

## 旧路線について
宮城県道角田山下線（旧）は宮城県伊具郡角田町（当時）と宮城県亘理郡山元町を結ぶ一般県道として1958年（昭和33年）3月31日付で路線認定された。整理番号は8（当時は主要地方道と一般県道それぞれに1号から番号が振られていた）。
経路は現行の路線名でいうと角田市の中心部から東進し角田橋で阿武隈川を越え、角田市藤田で宮城県道28号丸森柴田線に当たったところを北上し、宮城県道244号半田山下線起点より明通峠を越えて山元町山下に至るものであった。
1983年（昭和58年）1月11日付で路線廃止が告示され、同時に角田山元線、半田山下線が路線認定された（丸森柴田線は以前からあった）。